# 黒保根 (小惑星)
黒保根（くろほね、6276 Kurohone）は小惑星帯に位置する小惑星。群馬県大泉町のアマチュア天文家、小林隆男が発見した。
群馬県勢多郡に属していた黒保根村（現在は桐生市黒保根町）から命名された。